# Morbius (phim)
Morbius là bộ phim siêu anh hùng Mỹ ra mắt năm 2022 dựa trên nhân vật cùng tên của Marvel Comics, phim được sản xuất bởi hãng Columbia Pictures phối hợp với Marvel Entertainment. Sony Pictures Releasing đảm nhận vai trò nhà phát hành và bộ phim cũng sẽ là phần phim thứ ba thuộc Sony's Spider-Man Universe (tạm dịch: Vũ trụ Người Nhện của Sony). Phim được đạo diễn bởi Daniel Espinosa, phần kịch bản do Matt Sazama và Burk Sharpless đảm nhiệm với sự tham gia diễn xuất của Jared Leto trong vai Michael Morbius bên cạnh các diễn viên khác như Matt Smith, Adria Arjona, Jared Harris, Al Madrigal và Tyrese Gibson. Trong phim, Moribus đang dần trở thành một ma cà rồng sau khi anh ta tiêm một thứ thuốc tự chế để cố gắng chữa trị căn bệnh về máu hiếm có của mình.
Có một số nỗ lực để đưa Morbius lên màn ảnh rộng kể từ năm 1998, bao gồm việc tham gia nhượng quyền thương mại Blade và có một bộ phim solo do Artisan Entertainment sản xuất, tuy nhiên, cả hai đều không thành công. Sau khi thông báo về kế hoạch của một vũ trụ điện ảnh mới dựa trên các nhân vật từ Người Nhện với phần phim mở đầu là Venom (2018), Sony đã bắt đầu phát triển một dự án mới dựa trên nhân vật Morbius. Matt Sazama và Burk Sharpless được xác nhận sẽ tham gia biên kịch phim vào tháng 11, 2017. Tháng 6, 2018 Jared Leto cũng được thông báo sẽ tham gia phim với vị trí đạo diễn do Daniel Espinosa cầm trịch. Quá trình sản xuất phim được bắt đầu vào tháng 2 năm 2019 tại London và quá trình quay phim được xác nhận hoàn thành vào tháng 6, 2019.
 Morbius  được công chiếu lần đầu tại Plaza Carso ở Mexico City vào ngày 10 tháng 3 năm 2022 và được phát hành rạp tại Hoa Kỳ vào ngày 1 tháng 4 năm 2022, sau khi bị trì hoãn nhiều lần so với tháng 7 đầu tiên Ngày 2020 chủ yếu do đại dịch COVID-19. Bộ phim đã thu về hơn 163 triệu đô la trên toàn thế giới và nhận được những đánh giá tiêu cực từ các nhà phê bình chỉ trích cách viết, hiệu ứng hình ảnh và cảnh post-credit của nó, mặc dù diễn xuất của Smith nhận được một số sự đón nhận tích cực. Với lời chào cực "bết bát, nhạt nhòa" đã khiến cho Morbius trở thành một trò đùa bất tận của internet, tâm điểm là câu slogan giả mạo, "It's Morbin Time!" và hashtag #MorbiusSweep.

## Nội dung
Tại một bệnh viện tư nhân ở Hy Lạp, cậu bé 10 tuổi Michael Morbius chào đón người anh trai thay thế mới của mình là Lucien, người mà cậu đặt tên là Milo, đồng thời gắn bó với nhau về căn bệnh chung huyết thống và mong muốn được "bình thường". Cha nuôi của họ và giám đốc bệnh viện Nicholas sắp xếp cho Michael theo học trường y ở New York trong khi ông tập trung vào việc chăm sóc Milo.
25 năm sau, Michael công khai từ chối giải Nobel cho công trình nghiên cứu máu tổng hợp của mình trước khi đồng nghiệp và bạn gái Martine Bancroft phát hiện ra anh đã bí mật bắt hàng chục con dơi ma cà rồng từ Costa Rica với hy vọng ghép gen của chúng với đồng loại để chữa bệnh. điều kiện. Sau khi thông báo cho Nicholas và Milo về cuộc thử nghiệm đã lên kế hoạch của anh ta, Michael nhận được tài trợ để trang bị cho một tàu lính đánh thuê tư nhân trên vùng biển quốc tế với thiết bị của anh ta. Trong khi phương pháp chữa trị của anh ta phát huy tác dụng, nó biến anh ta thành một siêu ác nhân ma cà rồng và anh ta giết và hút máu phi hành đoàn của họ, cứu Bancroft, sau khi họ tấn công anh ta vì sợ hãi. Một khi khát máu của anh ấy lắng xuống và anh ta lấy lại được cảm giác của mình, một Michael kinh hoàng xóa tất cả các cảnh quay CCTV về thí nghiệm của anh ta trước khi liên lạc với nhà chức trách và nhảy qua.
Trở về thành phố New York, Michael phát hiện ra anh có sức mạnh siêu phàm, tốc độ, phản xạ và khả năng định vị bằng tiếng vang, khả năng phụ thuộc vào máu tổng hợp của anh ta cho đến khi nó trở nên ít mạnh hơn trong suốt. Khi các nhân viên FBI Simon Stroud và Al Rodriguez điều tra các nạn nhân của Michael và suy ra sự liên quan của anh ta, Milo biết rằng Michael đã được chữa khỏi, nhưng trở nên tức giận khi người sau cũng từ chối chữa bệnh cho anh ta. Trong khi kiểm tra một Bancroft nằm viện, Michael phát hiện một y tá đã chết, máu của cô ấy bị rút cạn. Tin rằng mình phải chịu trách nhiệm, anh ta cố gắng trốn thoát trước khi bị dồn vào đường cùng và bị bắt. Trong tù, Michael được Milo cải trang đến thăm, người này đề nghị dùng của cải để giải thoát cho anh ta. Khi nhận ra Milo đã chữa trị và giết y tá, Michael trốn thoát để đối đầu với anh ta. Milo thú nhận tội ác của mình, nói rằng anh ta làm như vậy vì cơn khát máu của chính mình, trước khi thúc giục Michael nắm lấy sức mạnh của mình như anh ta có. Không muốn làm tổn thương anh trai mình, Michael bỏ trốn.
Ngày hôm sau, Michael gặp một Bancroft hồi sinh để giải thích những gì Milo đã làm trước khi có được một phòng thí nghiệm mới và phát triển một loại thuốc chống đông máu để tự sát, vì anh ta sẽ trở nên không thể chống lại cơn khát máu của mình. Stroud và Rodriguez tìm đoạn phim về một trong những cuộc tấn công của Milo và công bố nó cho giới truyền thông. Nhận ra Milo, Nicholas tìm và cầu xin anh dừng lại. Tức giận bởi sự ưa thích của Nicholas dành cho Michael, Milo đã đâm anh ta trọng thương trước khi buộc anh ta phải gọi cho Michael. Michael đáp lại, đi đến bên Nicholas, và nhìn anh ta chết trong khi Milo tấn công Bancroft. Michael quay lại với cô, nhưng cô chết trong vòng tay của anh ta và anh ta uống máu của cô. Đối mặt với Milo một lần nữa, Michael triệu tập một đội quân dơi để giúp anh ta kiềm chế Milo khi anh ta tiêm thuốc chống đông máu cho anh ta. Giọt nước mắt chấp nhận cái tên mà Michael đã đặt cho mình, Milo chết và Michael bay đi cùng bầy dơi, để tang những người thân yêu của mình và ôm lấy thân phận là một ma cà rồng. Không hề hay biết, Bancroft được hồi sinh nhờ sức mạnh ma cà rồng mới phát triển của cô.
Ở một nơi khác, Adrian Toomes thấy mình được vận chuyển đến vũ trụ của Morbius bằng một câu thần chú. Cho rằng việc dịch chuyển của ông liên quan đến Người Nhện, Toomes tiếp cận Michael và gợi ý rằng họ thành lập một đội. Morbius sau đó đã đồng ý với lời đề nghị của Toomes.

## Diễn viên
- Jared Leto thủ vai Michael Morbius:
Một nhà bác học tự điều trị căn bệnh về máu hiếm gặp của mình và điều đó cũng dần biến anh trở thành một dạng ma cà rồng,[8] có được những khả năng siêu phàm nhưng lại không bị hạn chế bởi những đặc tính của ma cà rồng. Leto đã vẽ nên một nhân vật với những rắc rối về chứng bệnh của anh ấy cũng như những ý nghĩa đạo đức về một người anh hùng khát máu.[9]
- Matt Smith thủ vai Lucien/Milo
Anh trai thay thế của Morbius, một người đàn ông giàu có ban đầu tên là Lucien và được đổi tên bởi Morbius, người bị bệnh máu hiếm gặp giống như anh ta.  Khi Milo đạt được những khả năng tương tự như Michael, anh nắm lấy danh tính của mình như một ma cà rồng toàn tâm toàn ý.  Smith ban đầu được công bố đóng vai nhân vật truyện tranh Loxias Crown / Hunger, nhưng điều này sau đó đã được thay đổi thành một nhân vật khác biệt đáng kể dựa trên chính Morbius.  Sau khi từ chối các vai diễn phim siêu anh hùng khác, Smith tham gia bộ phim do sự tham gia và khuyến khích của Daniel Espinosa từ bạn diễn cũ của Doctor Who Karen Gillan, người đóng vai Nebula trong Vũ trụ Điện ảnh Marvel (MCU).  Espinosa khuyến khích Smith thể hiện một màn trình diễn táo bạo, phản diện.[10][11]
- Adria Arjona thủ vai Martine Bancroft: Hôn thê của Morbius.[12][13]
- Jared Harris thủ vai Cố vấn của Morbius.[14][15]
- Al Madrigal thủ vai Alberto Rodriguez: Một đặc vụ FBI chuyên săn lùng Morbius.[16]
- Roksana Węgiel thủ vai Loona Croft
- Ryan Gosling thủ vai Mikael Grey
- Tyrese Gibson thủ vai Simon Stroud:
Một đặc vụ FBI chuyên săn lùng Morbius.[15][16] Trong truyện đây là một nhân vật người da trắng nhưng những nhà sản xuất đã chuyển nhân vật này thành người da màu. Diễn viên Tyrese Gibson đã mô tả nhân vật Simon của mình có "một cánh tay vũ khí công nghệ cao" như một siêu anh hùng trong phim.[17] Ngoài ra, nam diễn viên cũng đã ký hợp đồng cho ba bộ phim khi anh tham gia vào bộ phim này.[18]

Corey Johnson đóng vai lính đánh thuê Mr. Fox, trong khi Michael Keaton đóng vai khách mời trong các cảnh hậu danh đề với vai Adrian Toomes / Vulture từ bộ phim Người Nhện: Trở về nhà (2017) thuộc Vũ trụ Điện ảnh Marvel.

## Sản xuất

### Phát triển
Artisan Entertainment đã công bố một thỏa thuận với Marvel Entertainment vào tháng 5 năm 2000 về việc đồng sản xuất, tài trợ và phân phối các bộ phim dựa trên các nhân vật trong Marvel Comics và trong đó bao gồm cả nhân vật Morbius, ma cà rồng sống. Ban đầu, nhân vật này được dự dịnh sẽ xuất hiện trong bộ phim Blade (1998) do đạo diễn Stephen Norrington thể hiện với vai trò cameo xuất hiện như một nhân vật lớn cho phần hậu truyện. Tuy nhiên, cuối cùng nhân vật này đã bị cắt khỏi phần phim đầu tiên cũng như không được giới thiệu trong phần thứ hai là Blade II (2002) sau khi Stephen quyết định không trở lại loạt phim. Vào tháng 5, 2017 Sony đã thông báo dự án về một vũ trụ điện ảnh liên quan đến các nhân vật liên hệ với Người Nhện với bộ phim bắt đầu là Venom vào tháng 10 năm 2018; sau này dự án được gọi với cái tên Vũ trụ Người Nhện của Sony. Tháng 11 cùng năm đó, Matt Sazama và Burk Sharpless được bổ nhiệm cầm trịch kịch bản của Morbius từ Sony, sau một "dự án phát triển bí mật" khác tại trường quay. Jared Leto trở thành một diễn viên được lựa chọn của nhân vật tựa đề nhưng anh ấy sẽ không chính thức tham gia cho đến khi anh cảm thấy hài lòng với hướng đi của phim; Jared cũng đã yêu cầu được gặp riêng nhiều ứng cử viên của vị trí đạo diễn phim.
Cuối tháng 4 năm 2018, Sony đã tiếp cận Antoine Fuqua để lựa chọn cho vị trí đạo diễn phim. Vị đạo diễn cũng đã bày tỏ sự thích thú đối với dự án và nói rằng anh ấy muốn làm một bộ phim thuộc thế loại siêu anh hùng mà anh muốn làm nó nó trở nên "gần vũi với những gì mà anh ấy thích". Tuy nhiên sau đóm Antoine đã chọn không tham gia phim. Sau đó, Sony cũng để ý đến nhiều đạo diễn khác bao gồm cả F. Gary Gray, nhưng anh đã từ chối vị trí này, và Daniel Espinosa, người trước đây đã đạo diễn dự án phim Mầm sống hiểm họa (2017) cho hãng. Tháng 6, trong chuyến lưu diễn tại Đức với ban nhạc của mình - Thirty Seconds to Mars, Jared đã đến gặp Daniel để thảo luận về bộ phim,  và cuối cùng, cả hai đã chính thức xác nhận tham gia dự án vào cuối tháng 6. Avi Arad, Matt Tolmach và Lucas Foster được lựa chọn vào vị trí sản xuất phim, và Sony cũng đã công bố ngày ấn định ra mắt phim vài ngày sau khi công đoạn quay phim bắt đầu vào cuối năm 2018. Hãng phim đã hy vọng rằng phim sẽ phù hợp với những điều mà Marvel đã định sẵn bao gồm cả Venom và Người Nhện: Xa nhà (2019).

### Tiền kỳ
Cuối tháng 9, Sony đã dự định việc sản xuất phim sẽ diễn ra tại  Atlanta, Georgia - nơi mà Người Nhện: Trở về nhà (2017) và Venom đã được sản xuất trước đó - nhưng vẫn chưa xác định được ngày phát hành phim. Cooper Hood từ tờ Screen Rant đã cho rằng Sony đang chờ đới để xem những phản ứng của khán giả dành cho Venom vào đầu tháng 10, Avi cũng đã xác nhận rằng vào thời điểm đó rất thú vị để Sony giới thiệu Morbius, đặc biệt bởi vì câu chuyện "một người chữa bệnh lại trở thành một kẻ giết người, vậy làm thế nào để bạn giải quyết nó với [cái đó?]" Matt đã nói rằng dự án "còn rất xa" lúc đó và bây giờ họ đang bắt đầu kế hoạch quay phim vào đầu năm 2019. với dự định Morbius sẽ là bộ phim thứ hai được ra mắt trong vũ trụ điện ảnh của Sony sau Venom. Anh ấy cũng đã nói về việc Jared đã mang lại "cường độ" giống như cách mà anh ấy mang đến nó trong nhân vật Joker của bộ phim Biệt đội cảm tử (2016). Vào tháng 11, các nhà phân tích tình hình phòng vé đã tin rằng sự thành công của Venom đủ để Sony tiếp tục ra mắt các bộ phim khác tương tự như Morbius, và vào cuối tháng đó, hãng phim đã công bố một dự án chưa có tựa dề của Marvel mà mọi người đều tin rằng đó chính là Morbius vào ngày 10 tháng 7, 2020. Adria Arjona đã tham gia đàm phán cho vai diễn nữ chính của phim, Martine Bancroft vào tháng 12, và sự tham gia của cô đã được xác nhận vào tháng sau khi Sony dời ngày công chiếu sang ngày 31 tháng 7, Matt Smith cũng đã xác nhận tham gia vào dàn diễn viên của phim sau đó.

### Quay phim
Công đoạn quay phim chính của phim bắt đầu vào tuần cuối cùng của tháng 2, 2019 tại Luân Đôn, dưới tựa đề là Plasma. Oliver Wood được chọn vào vị trí quay phim của bộ phim. Trong quá trình bắt đầu quay phim, Jared Harris và Tyrese Gibson tham gia vào dàn diễn viên của phim với lần lượt các vai diễn là cố vấn của Morbius và một đặc vụ FBI chuyên săn lùng Morbius. Matt cũng được tiết lộ sẽ thủ vai nhân vật phản diện chính của phim là Loxias Crown. Tháng 3, quá trình quay phim được thực hiện song song ở hai địa điểm mới là Northern Quarter của thành phố Manchester và Thành phố New York. Vào một tháng sau, Tyrese tiết lộ nhân vật anh thủ vai chính là Simon Stroud và Al Madrigal sẽ thủ vai Alberto Rodrigurz, một cộng sự của anh trong phim. Vào cuối tháng, Justin Haythe được cho rằng sẽ tham gia đóng góp cho phần kịch bản. Quá trình quay phim được dự kiến sẽ diễn ra trong 12 tuần, nhà sản xuất của Venom - Amy Pascal đã nói rằng việc sản xuất của dự án sẽ "chỉ gói gọn" trong tháng 6.

### Hậu kỳ
Vào tháng 9, 2019, Sony công bố về thỏa thuận mới với Walt Disney Studios, mở rộng hơn về thỏa thuận trước đó,  Marvel Studios và chủ tịch Kevin Feige sẽ tiếp tục sản xuất phần hậu truyện Người Nhện xa nhà, cũng như sẽ giữ lại tiếp tục nhân vật Người Nhện ở Vũ trụ Điện ảnh Marvel. Là một phần của thỏa thuận mới, Kevin tuyên bố rằng trong tương lai, Người Nhện của MCU sẽ có thể "vượt qua các vũ trụ điện ảnh" và xuất hiện trong vũ trụ chung của Sony. Sự tương tác này được cho là "một cuộc gọi và câu trả lời "giữa hai nhượng quyền thương mại vì họ thừa nhận các chi tiết giữa cả hai trong những gì sẽ được mô tả một cách lỏng lẻo như một vũ trụ chi tiết được chia sẻ".

## Âm nhạc
Tháng 10, 2019, Jon Ekstrand được xác nhận đảm nhiệm vị trí sản xuất âm nhạc của Morbius sau khi anh đảm nhiệm vị trí tương tự trong bộ phim trước của Daniel.

## Quảng bá
Teaser trailer của bộ phim được phát hành vào ngày 13 tháng 1 năm 2020.  Julia Alexander tại The Verge mô tả tiền đề của bộ phim như được trình bày bởi trailer là "lố bịch", trong khi Matt Goldberg của Collider cảm thấy nó trông "ngớ ngẩn" và cũng lưu ý rằng bộ phim trông rất giống với Venom, mà ông thừa nhận là thành công về mặt thương mại.  Scott Mendelson, viết cho Forbes, đồng ý với sự so sánh với Venom mà ông cảm thấy là một động thái tốt của Sony do sự thành công của vài bộ phim Spider-Man gần đây nhất của họ, nhưng cảnh báo rằng Leto có thể không có sức hút phòng vé tương tự cho khán giả nói chung mà Tom Hardy đã dành cho Venom.  lớn các cuộc thảo luận xung quanh trailer tập trung vào việc tiết lộ vai trò của Keaton và tham chiếu trực quan đến Spider-Man, dẫn đến câu hỏi về mối quan hệ của bộ phim với các bộ phim Spider-Man và Vũ trụ Điện ảnh Marvel rộng lớn hơn.  Trailer thứ hai được phát hành vào ngày 2 tháng 11 năm 2021, và dẫn đến sự nhầm lẫn và suy đoán hơn nữa về mối liên hệ của bộ phim với các thương hiệu khác. Người hâm mộ và các nhà bình luận lưu ý rằng đoạn trailer, ngoài các bộ phim Venom, còn đề cập đến bộ ba Spider-Man của Sam Raimi, các bộ phim The Amazing Spider-Man của Marc Webb và các bộ phim Spider-Man của MCU mặc dù cả ba thương hiệu đều được đặt trong các vũ trụ hư cấu khác nhau.  Trước khi bộ phim ra rạp, Espinosa đã làm rõ rằng Morbius được đặt trong cùng một vũ trụ với các bộ phim SSU Venom.
Vào tháng 3 năm 2022, Sony đã sử dụng tài khoản TikTok quảng cáo The Daily Bugle của họ, trước đây được sử dụng cho Spider-Man: No Way Home, để tiếp thị Morbius; các video có Nicque Marina báo cáo về các sự kiện liên quan đến bộ phim.

## Phát hành

### Rạp chiếu phim
Morbius được ấn định sẽ ra mắt tại các rạp phim ở Hoa Kỳ vào ngày 1 tháng 4, 2022, ở định dạng IMAX. Ngày phát hành phim ban đầu được chọn là ngày 10 tháng 7, 2020, trước khi dời lại ba tuần sau đó vào ngày 31 tháng 7, 2020. Phim lại tiếp tục bị dời vì ảnh hưởng của đại dịch COVID-19, đầu tiên là ngày 19 tháng 3, 2021, tiếp theo là 8 tháng 10 năm 2021, đến 21 tháng 1, 2022 và sau đó là 28 tháng 1.

### Phương tiện truyền thông tại gia
Sony đã ký thỏa thuận với Netflix và Disney vào tháng 4 năm 2021 cho bản quyền phát trực tuyến và truyền hình của Hoa Kỳ đối với bộ phim từ năm 2022 đến năm 2026 của họ, sau các cửa sổ truyền thông sân khấu và gia đình của bộ phim.  ký hợp đồng độc quyền phát trực tuyến "cửa sổ trả tiền đầu tiên", thường là một cửa sổ 18 tháng và bao gồm các bộ phim Marvel trong tương lai trong Vũ trụ Spider-Man của Sony.  đã ký hợp đồng với bản quyền "trả 2 cửa sổ" cho các bộ phim, sẽ được phát trực tuyến trên Disney + và Hulu cũng như phát sóng trên các mạng truyền hình tuyến tính của Disney. Morbius được phát hành khi tải xuống kỹ thuật số vào ngày 17 tháng 5 năm 2022 và sẽ được phát hành trên Blu-ray, DVD và 4K Ultra HD vào ngày 14 tháng 6 bởi Sony Pictures Home Entertainment.

## Đón nhận

### Phòng vé
Tính đến ngày 8 tháng 6 năm 2022, Morbius đã thu về 73,8 triệu đô la ở Hoa Kỳ và Canada, và 90 triệu đô la ở các vùng lãnh thổ khác, với tổng số 163,8 triệu đô la trên toàn thế giới.
Tại Hoa Kỳ và Canada, Morbius dự kiến sẽ thu về khoảng 33 triệu đô la từ 4.200 rạp chiếu trong tuần mở màn, với một số theo dõi ngành công nghiệp lên tới 40-50 triệu đô la.  Bộ phim đã kiếm được 17,3 triệu đô la trong ngày đầu tiên, bao gồm 5,7 triệu đô la từ các buổi chiếu trước vào thứ Năm.  Nó tiếp tục ra mắt với doanh thu 39 triệu đô la, đứng đầu tại phòng vé.  Trong tuần thứ hai phát hành tại Mỹ và Canada, bộ phim đã thu về 10,2 triệu đô la và đứng thứ hai sau Sonic the Hedgehog 2, trong khi trải qua sự sụt giảm 74%, tồi tệ thứ hai mọi thời đại cho một bộ phim siêu anh hùng, chỉ sau Steel (1997), và tồi tệ nhất trong bất kỳ bộ phim siêu anh hùng tentpole nào.  Phim tụt xuống vị trí thứ sáu tại phòng vé trong tuần thứ ba, thu về 4,7 triệu đô la (giảm 54 tụt xuống vị trí thứ chín trong tuần thứ tư với 2,3 triệu đô la (giảm 51%).  Bộ phim kiếm được 1,5 triệu đô la trong tuần thứ năm, kết thúc thứ mười. Morbius đã rớt khỏi top 10 phòng vé vào cuối tuần thứ sáu. Bộ phim "tái phát hành" tại các rạp trong tuần thứ mười đã kiếm được 310.665 đô la từ 1.037 màn hình trong ba ngày đầu tiên.
Ngoài Mỹ và Canada, bộ phim đã kiếm được 44,9 triệu đô la từ 62 thị trường quốc tế trong tuần đầu tiên ra mắt, bao gồm 2,5 triệu đô la từ màn hình IMAX.  Nó đã thêm 15 triệu đô la trong tuần thứ hai với mức giảm 62%.  Nó đã thêm 6,7 triệu đô la vào cuối tuần thứ  triệu đô la trong lần thứ tư,  và 1,6 triệu đô la trong lần thứ năm.

### Phản ứng quan trọng
Trên Rotten Tomatoes, bộ phim có tỷ lệ phê duyệt là 17% dựa trên 256 đánh giá, với tỷ lệ trung bình là 3,8/10. Sự đồng thuận của các nhà phê bình của trang web có nội dung, "Bị nguyền rủa với các hiệu ứng không có cảm hứng, màn trình diễn vẹt và một câu chuyện vô nghĩa biên giới, mớ hỗn độn ảm đạm này là một nỗ lực tĩnh mạch để làm cho Morbius xảy ra."  Nó được xếp hạng là bộ phim siêu anh hùng được đánh giá tồi tệ thứ 17 trên trang web.  Metacritic chỉ định bộ phim có điểm trung bình là 35 trên 100 dựa trên 54 nhà phê bình, cho thấy "đánh giá nói chung là không thuận lợi".  Indo-Asian News Service mô tả bộ phim đã bị "tàn phá hoàn toàn" bởi các nhà phê bình, và Variety báo cáo sự tiếp nhận là "xấu một cách hài hước".  Jonathon Crump của Manchester Evening News lưu ý rằng mặc dù có nhiều ý kiến trái chiều, một số nhà phê bình "ca ngợi diễn xuất trong bộ phim, bao gồm cả diễn xuất của Leto".  Ellise Shafer của Variety cũng cho biết trong khi các đánh giá về tổng thể là tiêu cực, Smith "đã nhận được một số lời khen ngợi cho màn trình diễn của mình".  Khán giả được thăm dò bởi CinemaScore đã cho bộ phim điểm trung bình là "C +" theo thang điểm từ A + đến F, trong khi những người ở PostTrak cho nó điểm tích cực 62% (với trung bình 2,5 trên 5 sao), với 47% nói rằng họ chắc chắn sẽ giới thiệu nó.  Điểm C+ là tệ thứ hai trong số các bộ phim chuyển thể của Marvel, chỉ trước Fantastic Four (2015).
Đánh giá bộ phim cho Collider, Emma Kiely cảm thấy rằng "vấn đề trung tâm của Morbius là một kịch bản lười biếng và không có cảm hứng" và nói thêm rằng "không có trọng lượng hoặc chiều sâu nào được trao cho bất kỳ nhân vật nào." Cô cũng lưu ý rằng có "sự hài hước nhỏ" trong bộ phim và "khi nó cố gắng tạo ra một trò đùa lưỡi trong má, nó thất bại thảm hại."  Hertz của The Globe and Mail đã chỉ trích bộ phim, nói rằng nó "không quyến rũ, không mạch lạc, xấu xí và ngu ngốc đến mức nó bất chấp mọi nỗ lực để đẩy nó vào hộp 'niềm vui tội lỗi' tuyệt vọng."  của The Observer đã cho bộ phim 1 trong 5 sao, gọi nó là một "marvel offcut không mạch lạc, theo chủ đề ma cà rồng."  Strong của Little White Lies cũng cho bộ phim 1 trong 5 sao, mô tả nó là "làm phim vô hồn, tẻ nhạt". Richard Roeper của Chicago Sun-Times đã trao cho bộ phim 2 trong số 4 sao, nói rằng: "Có vẻ như Morbius có thể sớm vượt qua con đường với Spider-Man trong vũ trụ này hay vũ trụ khác, nhưng đó sẽ là một bước tiến lớn đối với anh ấy, bởi vì chiếc xe giới thiệu của anh ấy cảm thấy giống như một bộ phim ma cà rồng trung bình những năm 1990." Mick LaSalle của San Francisco Chronicle đã trao cho bộ phim 3 trên 4 và gọi bộ phim là "hấp dẫn nhanh chóng" và là "thuốc giải độc hoàn hảo cho The Batman cồng kềnh". [ Chris Bumbray của JoBlo.com đã cho bộ phim 6 trên 10 điểm và gọi đó là "một khởi đầu đủ tốt cho sự bổ sung mới nhất cho Vũ trụ Người nhện Sony" trong khi cũng ca ngợi kỹ xảo điện ảnh và "khía cạnh kinh dị" của cốt truyện.
Leah Greenblatt của Entertainment Weekly đã cho bộ phim điểm B, nói rằng Leto "đánh đúng nốt của nỗi sợ hãi và khao khát trong một màn trình diễn hạn chế đáng ngạc nhiên".  Stephanie Zacharek của Time khen ngợi màn trình diễn của Leto khi viết rằng nó có một "lỗ hổng rung động lặng lẽ". David Rooney của The Hollywood Reporter cho biết bộ phim "chỉ liên tục phù hợp với cường độ" của màn trình diễn của Leto và viết: "Thật xấu hổ khi loạt đạn mở đầu này quá nghiêm túc để có nhiều niềm vui với tình trạng lộn xộn, mặc dù tiềm năng trong sự thay đổi ma quỷ của Smith cho sự tương tác thú vị giữa các nhân vật phản diện."  Matt Donato của IGN, người đã trao cho bộ phim điểm 5 trên 10, ca ngợi màn trình diễn của Smith vì đã cung cấp một "màu sắc mà bộ phim rất cần", nói rằng "sự rực rỡ và tinh thần của anh ấy là sự đối lập với thiên tài dour ảm đạm của Leto, đó là một sự so sánh có mục đích nhưng không hiệu quả", và không thuận lợi so với màn trình diễn long trọng của Leto với màn trình diễn "cắm trại" của Tom Hardy trong các bộ phim Venom.
Cảnh mid-credits cũng bị giám sát chặt chẽ. Kate Erbland của IndieWire nói, "Đây là những thứ khó hiểu, và sự xuất hiện của Keaton trong một cặp cảnh [mid-credits] không giúp ích gì cho cảm giác rằng Morbius chủ yếu là không mạch lạc, hoặc ít nhất là rất mâu thuẫn với bất cứ điều gì nó đang cố gắng nói."  Paul Tassi của Forbes nói rằng động lực của Adrian Toomes không có ý nghĩa gì và cho rằng "[a] will of this seems... Được vạch ra khá kém vào lúc này ... Nó giống như [Sony] đã đánh cắp Toomes từ MCU thay vì thêm Morbius vào MCU, đó là ý nghĩa ban đầu.  Julia Glassman của The Mary Sue nhận thấy tổng thể tiết lộ yếu, nói rằng, "Tôi bắt đầu tự hỏi liệu Sony có... không hoàn toàn có được điểm của các cảnh [mid-credits]." [ Cathy Brennan của Time Out cảm thấy rằng "những nỗ lực" của bộ phim để "thu hút khán giả bằng cách treo lủng lẳng một kết nối tiềm năng" với Spider-Man của MCU là "loại dịch vụ người hâm mộ không kiếm được tồi tệ nhất trong một bộ phim mờ nhạt này."

### Trở thành meme
Do hiệu suất phòng vé mờ nhạt và sự tiếp nhận phê bình chua chát, Morbius đã truyền cảm hứng cho các meme Internet khác nhau, và trở thành một trò đùa bất tận trên internet. Polygon đã viết rằng bộ phim đã trở thành tâm điểm của việc xem hate-watch, một kiểu xem với tâm thế khắc nghiệt, từ đó chỉ ra điểm sai sót của nó. Kênh "Phê Phim", một kênh YouTube tại Việt Nam chuyên về phân tích và review phim, đã làm một video về Morbius đã trở thành meme và gọi phim của Daniel Espinosa một cách hài hước như "Harry Maguire" của nhưng phim chuyển thể siêu anh hùng Marvel.
Sau khi phát hành, hashtag #MorbiusSweep, nói đùa rằng Morbius là bộ phim thành công nhất về mặt tài chính và phê bình mọi thời đại, bắt đầu trở thành xu hướng. Các tuyên bố bao gồm bộ phim trở thành bộ phim đầu tiên bán được hơn một nghìn tỷ vé, và là phim đầu tiên kiếm được hơn một "morbillion" đô la, nhận được một đánh giá phê duyệt lên tới 200% không tưởng hoặc cao hơn (và tương tự với 142% hoặc cao hơn đánh giá khán giả) từ Rotten Tomatoes. Một ảnh chụp màn hình của trang Wikipedia bao gồm các bộ phim có doanh thu cao nhất mọi thời đại được chỉnh sửa với Chrome DevTool, cho rằng Morbius đã kiếm được 352,9 nghìn tỷ đô la. Một bài đăng như vậy đã đưa ra tuyên bố hài hước rằng Martin Scorsese tuyên bố rằng phim siêu anh hùng không phải là điện ảnh, đã thay đổi ý định sau khi xem bộ phim. Tyrese Gibson, người dường như không hiểu trò đùa, đã chia sẻ câu trích dẫn trên Instagram tin rằng đó là sự thật. Anh đã xóa nó ngay sau khi những người bình luận nói với anh rằng đó là giả mạo.
Bộ phim đã nhận được sự hồi sinh trong các meme trên internet sau khi phát hành cho video theo yêu cầu, với nhiều người "cười thả ga" và không ngại ngần gì nói câu slogan không có thật ở trong phim, "It's Morbin' Time!", nhái lại từ câu thoại kinh điển của Power Rangers, "It's Morphin Time". Từ "Morb" sau đó được thêm vào từ điển Urban Dictionary, có nghĩa là "càn quét, hủy diệt, vượt trội", mang sắc thái trân trọng và đá đểu của nó. Người dùng trên máy chủ Discord chính thức của bộ phim tự gọi mình là "Morbheads", và người dùng tham gia vào "Morbin", trên các máy chủ Discord khác nhau bằng cách phân phối các bản sao lậu. Một số lượng lớn  kênh trên dịch vụ phát trực tiếp Twitch bắt đầu lưu trữ bất hợp pháp toàn bộ bộ phim lặp đi lặp lại; một kênh Morbius247, đã bị cấm sau khi có được hàng ngàn người theo dõi. Bản quyền Morbius lan sang các nền tảng khác, bao gồm Twitter, nơi toàn bộ bộ phim được đăng trong một loạt 52 video dài hai phút, được nén thành một video dài 30 giây và toàn bộ kịch bản sao chép và dán vào các tweet cá nhân. Toàn bộ bộ phim được nén thành một tệp GIF nhỏ và lan truyền rộng rãi. Ngoài ra, các bài đăng tin tức giả mạo lan truyền tuyên bố rằng phần tiếp theo của Morbius đã được bật đèn xanh do các meme internet lan truyền trên Twitter, dẫn đến "Morbius 2" trở thành xu hướng trên trang web, ngoài cụm từ "It's Morbin' Time!" thịnh hành trên Twitter trong một tuần.
Leto, để đáp lại các meme, đã tweet "Mấy giờ rồi?" và một video dài 19 giây, nơi anh bị "bắt gặp" đang đọc một kịch bản có tựa đề Morbius 2: It's Morbin' Time do chính anh viết dưới bút danh Bartholomew Cubbins. Sau thất bại tài chính của việc phát hành lại, một bản kiến nghị đã được đưa vào Change.org để đưa bộ phim trở lại rạp chiếu lần thứ ba với tuyên bố một cách hài hước rằng "chúng tôi đã bận rộn vào cuối tuần đó".

## Tương lai
Vào tháng 1 năm 2021, Jared Leto đã nói về việc Morbius có khả năng sẽ xuất hiện bên cạnh nhân vật Blade trong các dự án tương lai, nhân vật này được thủ vai bởi Mahershala Ali trong Vũ trụ Điện ảnh Marvel.